# Białawy Wielkie
Białawy Wielkie (niem. Groß Baulwie, w latach 1937 - 1945 Ulmenau) – wieś w Polsce, położona w województwie dolnośląskim, w powiecie wołowskim, w gminie Wińsko.
| SIMC    | Nazwa    | Rodzaj     |
| ------- | -------- | ---------- |
| 0882483 | Czaplice | przysiółek |

W latach 1975–1998 miejscowość administracyjnie należała do województwa wrocławskiego.